# دان غوتمان
دان غوتمان (بالإنجليزية: Dan Gutman)‏ هو كاتب وكاتب للأطفال أمريكي، ولد في 19 أكتوبر 1954.

## وصلات خارجية
- الموقع الرسمي